# Hanna Sammüller

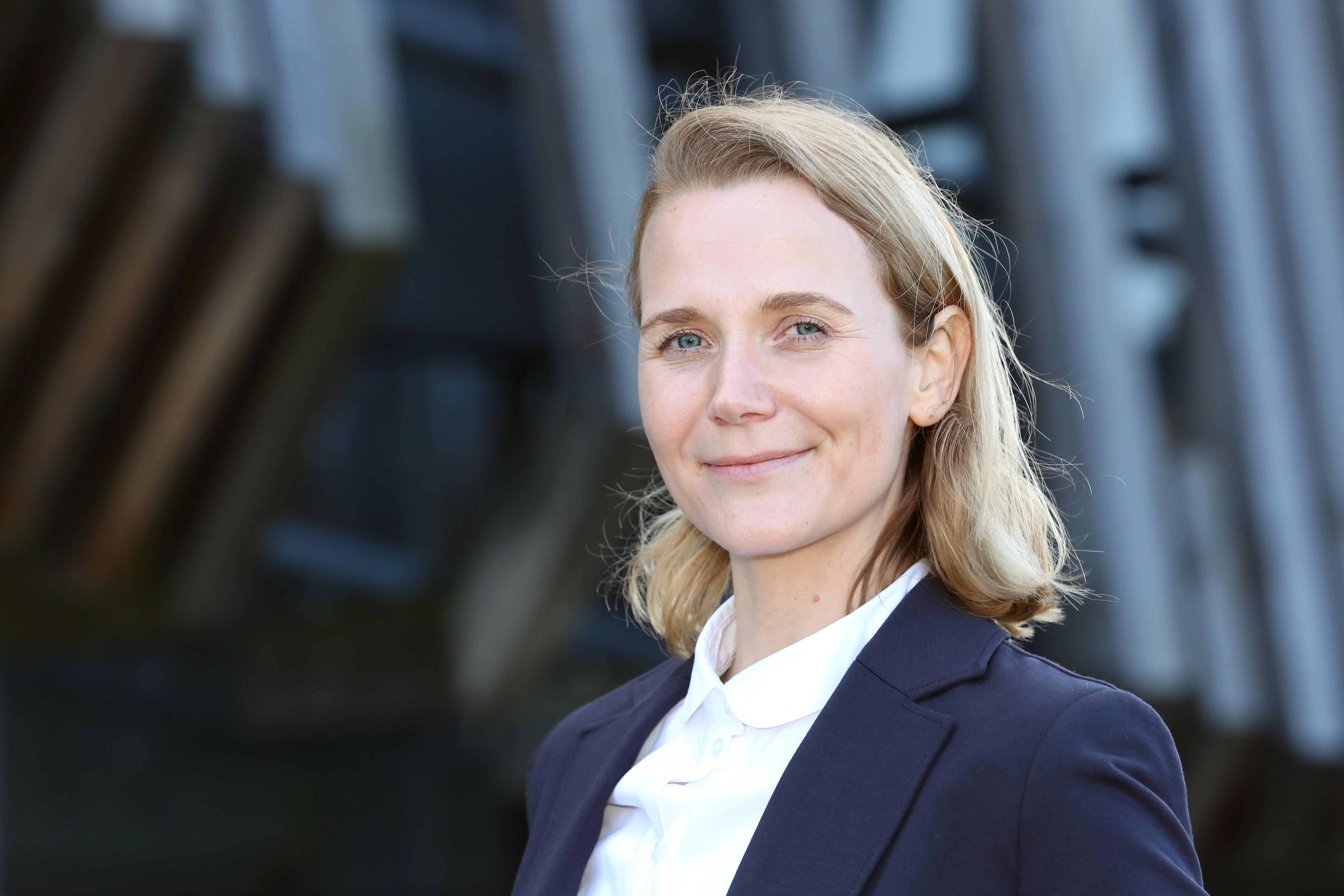
Hanna Sammüller, 2022

Hanna Sammüller (* 2. Oktober 1983 in München; bis Anfang 2025 Hanna Sammüller-Gradl) ist eine deutsche Verwaltungsjuristin. Nach Tätigkeit als Leiterin des Rechtsamts der Stadt Freising ist die vormalige Vorsitzende der Münchner Grünen seit 1. Juli 2022 als Kreisverwaltungsreferentin Leiterin der Sicherheits- und Ordnungsbehörde der Landeshauptstadt München.

## Ausbildung
Sammüller ist in Landsberg am Lech aufgewachsen, wo sie das mathematisch-naturwissenschaftliche Dominikus-Zimmermann-Gymnasium besuchte und 2002 ihr Abitur machte. Im selben Jahr nahm sie ihr Studium der Rechtswissenschaften an der Ludwig-Maximilians-Universität München auf, das sie ab 2004 in Frankreich an der Université Paris II, Panthéon-Assas fortsetzte. Ihr Studium dort schloss sie mit der Licence und der Maitrise en droit ab. 2006 ging sie im Rahmen des Erasmus-Programms zum Studium an die Karls-Universität Prag und machte dort den Abschluss mit dem „Certificate of European and Czech Law“. 2008 legte sie ihr Erstes juristisches Staatsexamen ab. 
Von 2008 bis 2013 war sie Doktorandin bei Petra Wittig an der LMU München, wo sie 2013 mit der Dissertation über „Die Zurechnungsproblematik als Effektivitätshindernis im Deutschen Umweltstrafrecht : Untersuchung im Hinblick auf das Rechtsgut der Umweltdelikte“ promoviert wurde. Das Rechtsreferendariat absolvierte sie von 2011 bis 2014 im Bezirk des Oberlandesgerichts München. In dieser Zeit absolvierte sie das Ergänzungsstudium Verwaltungswissenschaften an der Universität für Verwaltungswissenschaften Speyer. Die Wahlstation ihres Referendariats war an der Deutschen Botschaft in Washington, D.C. 2014 legte sie ihr Zweites juristisches Staatsexamen ab.

## Beruflicher Werdegang
2008 machte Sammüller ihre ersten beruflichen Erfahrungen als Mitarbeiterin in der Kanzlei Oliver Schreiber, Opferanwalt für den Weißen Ring e.V. Von 2009 bis 2011 arbeitete sie als wissenschaftliche Mitarbeiterin am Lehrstuhl für Staats- und Verwaltungsrecht an der LMU bei Mario Martini, von 2009 bis 2012 war sie als Dozentin im Grundkurs Öffentliches Recht an der LMU München tätig.
2015 erhielt sie eine Anstellung im Kommunalreferat der Landeshauptstadt München als Juristin in der Abteilung Städtebauliche Verfahren, von 2017 bis 2019 war sie stellvertretende Leiterin der Enteignungsbehörde der Landeshauptstadt. Im Februar 2019 wurde Sammüller zur Leiterin des Rechtsamts der Stadt Freising berufen, wo sie kurz danach, im April 2019 die Leitung des Referats für Bürgerdienste und Rechtsangelegenheiten übernahm.
Im Februar 2022 wurde sie vom Stadtrat der Landeshauptstadt München zur Kreisverwaltungsreferentin gewählt. Seit 1. Juli 2022 ist sie als berufsmäßige Stadträtin Leiterin der Sicherheits- und Ordnungsbehörde der Landeshauptstadt München. Damit steht erstmals eine Frau an der Spitze der Münchner Sicherheitsbehörde. Die Süddeutsche Zeitung titelte: „Wo einst CSU-Hardliner wie Peter Gauweiler oder Hans-Peter Uhl regierten, hat nun die Grüne Hanna Sammüller-Gradl das Sagen. Ihr Aufstieg zur Chefin des Kreisverwaltungsreferats steht für eine historische Zäsur“. Nach Amtsantritt teilte Sammüller mit, dass sie als Münchner Kreisverwaltungsreferentin schwerpunktmäßig darauf achten wolle, dass sich die Queer-Community sowie Menschen mit Migrationshintergrund in München sicher fühlen könnten.

## Politik und Ehrenamt
Sammüller ist seit dem Jahr 2000 Mitglied der Partei der Grünen. Sie war Vorsitzende der Grünen Jugend in Landsberg am Lech. 2008 wurde sie in den Bezirksausschuss München-Sendling gewählt und war dort bis 2011 aktiv. Von 2010 bis 2011 war sie Vorsitzende des Münchner Parteivorstands der Grünen und von 2017 bis 2021 Sprecherin des von ihr mitinitiierten Arbeitskreises Feminismus der Münchner Grünen. Sie ist Mitglied im ThinkTank30, dem jungen Think Tank des 1968 gegründeten Forscherverbundes Club of Rome, seit 2017 sie ist aktiv in der Mitgliederversammlung der Petra-Kelly-Stiftung.

## Veröffentlichungen
- Echte Gleichberechtigung ist ein Gewinn für jede und jeden. In: Wolfgang Gründinger, Diana Kinnert, Martin Speer (Hrsg.): Das Zukunftsmanifest: Wie wir unser Land verändern wollen. Rowohlt E-Book, Reinbek 2013, ISBN 978-3-644-02991-0.[16]
- Die Zurechnungsproblematik als Effektivitätshindernis im Deutschen Umweltstrafrecht. Untersuchung im Hinblick auf das Rechtsgut der Umweltdelikte (=Schriften zum Strafrecht. Band 271). Duncker & Humblot, Berlin 2015.[4]